# Lymeon mimeticus
Lymeon mimeticus är en stekelart som beskrevs av Vassil Tzankov och Alayo 1974. Lymeon mimeticus ingår i släktet Lymeon och familjen brokparasitsteklar. Inga underarter finns listade i Catalogue of Life.